# Airone Jet
L'Airone Jet è un catamarano appartenente alla compagnia di navigazione italiana Alilauro.

## Servizio
Varato nel 1988 nel cantiere navale Fairey Marinteknik Shipbuilders di Singapore con il nome di Airone Jet e consegnato il 1º luglio dello stesso anno ad Alilauro, prende servizio nei collegamenti nel Golfo di Napoli. Successivamente viene trasferito nei collegamenti tra Trapani e le Isole Egadi.
Da ottobre 2010 a gennaio 2011 viene noleggiato alla Toremar ed impiegato sulla Piombino-Cavo-Portoferraio. Successivamente torna in servizio per Alilauro.
Nel luglio del 2015 viene brevemente impiegato sulla Palermo-Ustica in sostituzione del Fabricia, fermo per un guasto.
Nel 2017 viene disarmato a Napoli, dove si trova tutt'oggi.

## Navi gemelle
- SNAV Aries